# Dům U Zlaté dvojky
Dům U Zlaté dvojky, dříve také zvaný U Koníčka, je dům čp. 5 na Starém Městě v Praze na Malém náměstí č. 9. Stojí mezi domy U Zlatého rohu a U Tří mečů. Je chráněn jako kulturní památka České republiky.
Dům byl postaven před zvýšením terénu Starého Města ve 13. století a zdá se, že již ve 2. polovině 14. století byl rozšířen na dvoupatrový. Poprvé je zmíněn v roce 1400 jako dům U Koníčka. Podloubí bylo patrně postaveno až raně renesančně. Před rokem 1593 byl dům významně rozšířen do dnešního rozsahu, ve druhé polovině 17. století byl opravován. V roce 1790 dům klasicistně upravil Filip Heger, v roce 1803 bylo zazděno loubí. Dům ještě prodělal pozdně klasicistní úpravy v roce 1866 a výraznou změnu interiérů v roce 1940 (podle Pavla Janáka).
Trojúhelný štít je pozdně renesanční, zachovaly se také fragmenty sgrafita. Sklepy (pravděpodobně původní přízemí) mají gotickou křížovou bezžebrovou klenbu.